# Rimula dorriae
Rimula dorriae är en snäckart som beskrevs av Perez Farfante 1947. Rimula dorriae ingår i släktet Rimula och familjen nyckelhålssnäckor. Inga underarter finns listade i Catalogue of Life.